# さらばマドレーヌ
『さらばマドレーヌ』 は宝塚歌劇団のミュージカル作品。

## 月組・宝塚大劇場公演
公演期間は1972年2月26日 - 3月23日
形式名は「ミュージカル・ロマンス」。12場。
併演は『ラ・ロンド』。
参考文献は宝塚歌劇60年史別冊（ストーリーを除く）。

### ストーリー
※宝塚歌劇100年史の宝塚大劇場公演を参考にした。
初の柴田侑宏による洋物作品。17世紀末のフランス、青年貴族のフランソワと伯爵令嬢のマドレーヌの波瀾に富んだ物語。フランソワの父の出世欲のために、別れ別れになってしまった恋人マドレーヌを思いきれないフランソワ。彼は彼女に会うために家を捨て海賊になるが・・・。

### スタッフ
- 作・演出：柴田侑宏
- 作曲：寺田瀧雄
- 編曲：寺田瀧雄・入江薫
- 音楽指揮：野村陽児
- 振付：喜多弘
- 装置：黒田利邦
- 衣装：小西松茂
- 照明：今井直次
- 小道具：上田特市
- 効果：川ノ上智洋
- 音響監督：松永浩志
- 演出補：岡田敬二
- 演出助手：村上信夫
- 制作：平松悟

### 主な配役
- フランソワ：古城都
- マドレーヌ：初風諄
- オルレアン公：榛名由梨
- モントレー侯：美山しぐれ
- モントレー侯夫人：恵さかえ
- ミレイユ伯夫人：御幸沙智子
- マヌエラ：千草美景
- 海賊ジャン・ルイ：大滝子
- ブランシュ伯：常花代
- ラ・ベニュエル侯夫人：小松美保

## 月組・東京宝塚劇場公演
参考文献は宝塚歌劇90年史。
公演期間は1972年6月3日 - 6月28日。
主なスタッフは柴田侑宏。
併演は『ハレルヤ』。